# Charlie Chan Londonban
A Charlie Chan Londonban (eredeti címe: Charlie Chan in London) 1934-ben bemutatott amerikai bűnügyi film Eugene Forde rendezésében. A forgatókönyvet Earl Derr Biggers regényei alapján Derr Biggers, Philip MacDonald és Stuart Anthony készítették.  A produkció főszerepében Warner Oland. 1934. szeptember 12-én mutatták be az Egyesült Államokban. Magyarországon 1935. április 7-től volt megtekinthető a mozikban. Ez volt az ötödik Charlie Chan produkció, amiben Oland alakította a címszereplőt. A következő részt 1935-ben mutatták be Charlie Chan Párizsban címmel.

## Cselekmény
Charlie Chant a belügyminiszter fogadja Londonban, és gratulál neki a honolului ügy (Charlie Chan's Courage) megoldásához. A szállodában Chant meglátogatja Neil Howard és menyasszonya, Pamela Gray, akik arra kérik, hogy mentse meg Paul Grayt, Pamela bátyját. Grayt megvádolták Hamilton őrnagy meggyilkolásával, ami Geoffrey Richmond vidéki házának istállójában történt. Gray tárgyalása során terhelő bizonyítékok kerülnek elő ellene, ezért halálbüntetésre ítélik, amit három nap múlva végrehajtanak. Chan meg van győződve róla, hogy Gray ártatlan, ezért rekonstruálja a bűntényt. 
Az istállófiú, Lake, kihallgatása után azonban Chan arra gyanakszik, hogy a fiú tud valamit, Lake-et azonban másnap holtan találják. Thacker őrmester öngyilkosságot sejt, de Chan azonnal gyilkosságra következtet, és arra kéri Thackert, hogy tartsa titokban az új bűntényt. Másnap éjjel Chan életére törnek, amikor a Richmond-kúria dolgozószobájában tartózkodik. Neil Howardot elfogják, de Chan kéri, hogy engedjék szabadon. Ezután Lady Mary Bristol üzenetet küld Channek Pamelával. Chan rájön, hogy Hamilton nagyszerű repülőgéptervező volt, és hogy egy nagyon fontos projekten dolgozott. A gyilkos ellopta Hamilton egy hangtalan repülőgépének terveit, de Hamilton rájött, ezért megölték. 
Chan csapdába csalja a gyilkost, aki azt hiszi, hogy meg tudja ölni. A pisztoly azonban hiába sül el, mert vaktöltény van benne. A rendőrség elkapja a tettest, aki nem más, mint Geoffrey Richmond, azaz Paul Franck, akit már a katonaság is keresett.

## Szereplők
| Szerep                               | Színész            | Magyar hangja   |
| ------------------------------------ | ------------------ | --------------- |
| Charlie Chan felügyelő               | Warner Oland       | Gálvölgyi János |
| Pamela Gray                          | Drue Leyton        | Farkas Zsuzsa   |
| Neil Howard                          | Ray Milland        | Kovács István   |
| Lady Mary Bristol                    | Mona Barrie        | Zsolnai Júlia   |
| Geoffrey Richmond / Paul Franck      | Alan Mowbray       | Kaló Flórián    |
| Phillips                             | Murray Kinnell     | Szokolay Ottó   |
| Hugh Gray                            | Douglas Walton     | Rubold Ödön     |
| Bunny Fothergill                     | Paul England       | Varga T. József |
| Thacker nyomozó                      | E. E. Clive        | Verebes Károly  |
| Mrs Fothergill                       | Madge Bellamy      | Magda Gabi      |
| börtönőr                             | Arthur Clayton     | Surányi Imre    |
| Lake, a lovász                       | John Rogers        | Perlaki István  |
| Sir Lionel Bashford, belügyminiszter | David Torrence     | Kéry Gyula      |
| Kemp                                 | Perry Ivins        | Versényi László |
| Jardine őrnagy                       | George Barraud     | Ujréti László   |
| Miss Judson, Kemp titkárnője         | Helena Grant       | Czigány Judit   |
| RAF Reptér parancsnoka               | Claude King        | Makay Sándor    |
| Kind hadnagy                         | Reginald Sheffield | Balázsi Gyula   |